# Braulio E. Dujali
Braulio E. Dujali est une municipalité de la province du Davao du Nord, aux Philippines.
Sa population est de 28 339 habitants au recensement de 2010 subdivisée en 5 barangays.